# Rue du Rosier
La rue du Rosier ne doit pas être confondue avec la rue des Rosiers de Paris ou la rue des Rosiers de Saint-Ouen-sur-Seine.
La rue du Rosier est une voie publique de la commune française de Rouen. Située dans la partie est du centre-ville, elle appartient au quartier Carmes-Saint Maclou. 
La rue figure parmi les plus étroites de Rouen.

## Situation et accès
La rue du Rosier est située à Rouen. Elle débute à l'intersection de la place du Lieutenant-Aubert et de la rue Damiette et se termine rue de la Grande Mesure,,. Avec ses 150 cm de large, c'est une des rues les plus étroites de Rouen.

## Origine du nom
Le nom de la rue du Rosier provient d’une ancienne enseigne du nom de « le Rosier » présente dans ladite rue à la fin du XVIe siècle.

## Historique
En 1832, tandis que Rouen fait face à une épidémie de choléra, la rue du Rosier est représentative du quartier environnant, présentant toutes les caractéristiques d'un bidonville,.
Le 20 juillet 1885, un important incendie s’étendant de la rue du Rosier à la rue d’Amiens dévaste dix maisons. En relatant les faits, le Journal de Rouen ne manque pas de relever l’étroitesse de la rue, où l’on ne peut passer « en écartant les bras ».
En 1892, la rue du Rosier est présentée dans The Lancet comme insalubre — à l’image de bon nombre de rues à Rouen —, au point de sembler être nommée ainsi de manière sarcastique. Pour y remédier, la revue scientifique préconise d’en reconstruire les immeubles et d’en élargir la voirie.

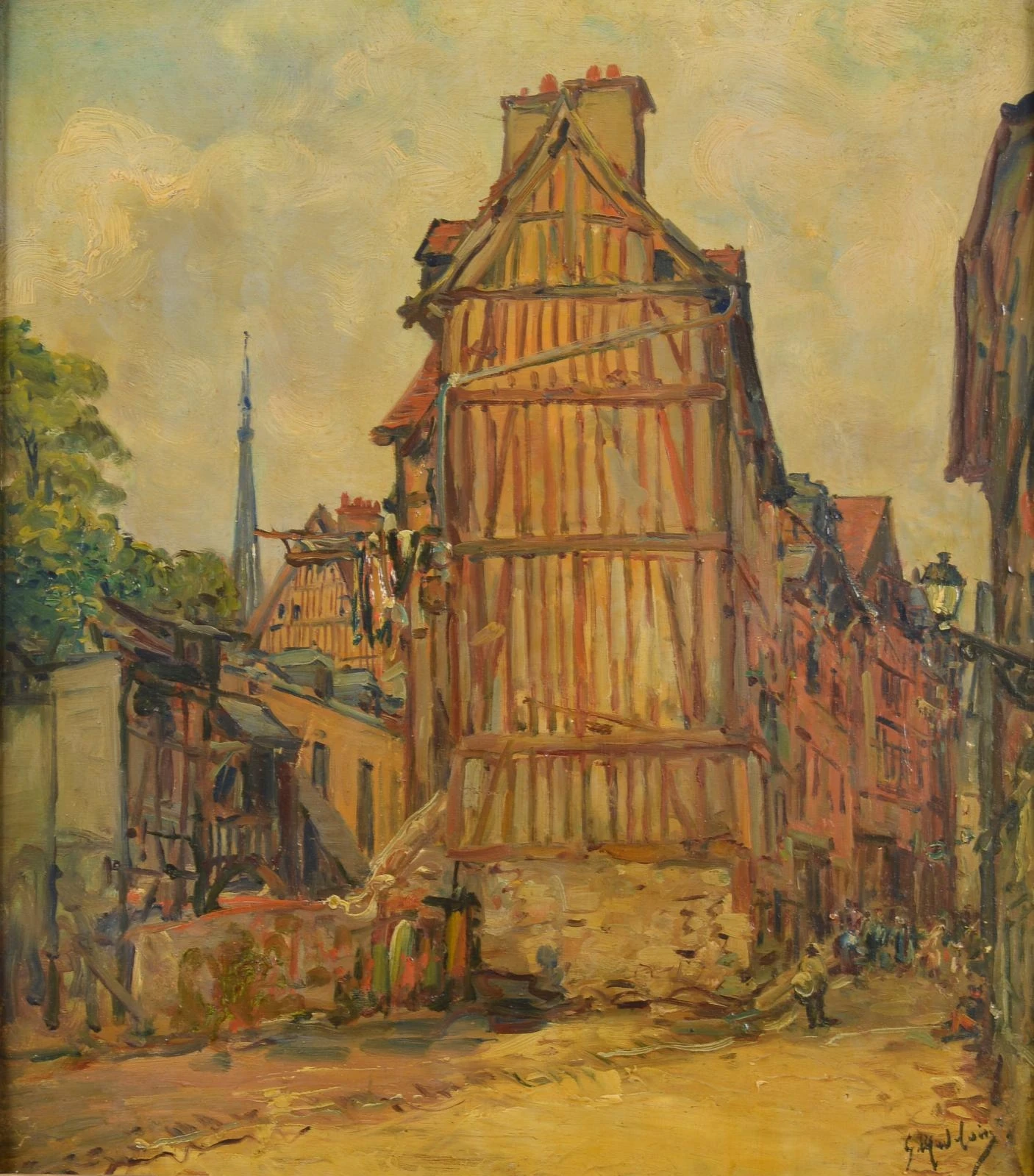
Peinture de la rue du Rosier.

## Bâtiments remarquables et lieux de mémoire

### Dans l'Église catholique
Au XIXe siècle, la rue est comprise dans la paroisse Saint-Maclou de l'archidiocèse de Rouen.

### Dans la littérature
- Pierre Thiry, Le Mystère du Pont Gustave-Flaubert, Édition du bicentenaire (1821-2021). N.p., Books on Demand, 2021.